# Athiel Mbaha
Athiel Mbaha (Windhoek, 5 dicembre 1976) è un ex calciatore namibiano, portiere.

## Carriera

### Nazionale
Ha esordito in Nazionale nel 2005, partecipando alla Coppa d'Africa nel 2008.